# Česká hokejová extraliga 2004/2005
Česká hokejová extraliga 2004/2005 byla 12. ročníkem nejvyšší hokejové soutěže v České republice.

## Fakta
- 12. ročník samostatné české nejvyšší hokejové soutěže
- Nejlepší střelec základní části – Jaroslav Balaštík 30 branek HC Hamé Zlín
- Nejlepší nahrávač – Petr Leška HC Hamé Zlín 38 nahrávek
- Vítěz kanadského bodování – Michal Mikeska HC Moeller Pardubice
- Základní část – 50 utkání, 55 bodů / 21 branek + 34 nahrávek /
- Play off – 12 utkání, 11 bodů / 1 branka + 10 nahrávek /
- Celkem základní část + Play off – 62 utkání, 66 bodů / 22 branek + 44 nahrávek /
- V prolínací extraligové kvalifikaci uspěl HC České Budějovice (vítěz 1. ligy) proti HC Dukla Jihlava (sestupující z extraligy) – 4:1 na zápasy

### Systém soutěže
Všech 14 účastníků se v základní části utkalo nejprve čtyřkolově každý s každým. Prvních 8 celků postoupilo do play off, které se hrálo na čtyři vítězná utkání. Celek na 14. místě musel svoji extraligovou příslušnost obhajovat v baráži o extraligu, do které postoupil vítěz 1. ligy. Baráž o extraligu se hrála na 4 vítězná utkání.

## Kluby podle krajů
- Praha:
  - HC Slavia Praha
  - HC Sparta Praha
- Středočeský kraj:
  - HC Kladno
- Plzeňský kraj:
  - HC Lasselsberger Plzeň
- Karlovarský kraj:
  - HC Energie Karlovy Vary
- Pardubický kraj:
  - HC Moeller Pardubice
- Liberecký kraj:
  - Bílí Tygři Liberec
- Ústecký kraj:
  - HC Chemopetrol Litvínov
- Moravskoslezský kraj:
  - HC Oceláři Třinec
  - HC Vítkovice Steel
- Zlínský kraj:
  - HC Hamé Zlín
  - Vsetínská hokejová
- Kraj Vysočina:
  - HC Dukla Jihlava
- Jihomoravský kraj:
  - HC Znojemští Orli

## Konečná tabulka základní části
| Poř. | Tým                      | Z  | V  | Vp | R | Pp | P  | Skóre   | B   |
| ---- | ------------------------ | -- | -- | -- | - | -- | -- | ------- | --- |
| 1.   | HC Hamé Zlín             | 52 | 31 | 2  | 4 | 3  | 12 | 145:102 | 104 |
| 2.   | HC Sparta Praha          | 52 | 29 | 4  | 5 | 2  | 12 | 164:106 | 102 |
| 3.   | HC Moeller Pardubice (C) | 52 | 29 | 2  | 2 | 4  | 15 | 185:130 | 97  |
| 4.   | HC Slavia Praha          | 52 | 29 | 3  | 1 | 3  | 16 | 164:127 | 97  |
| 5.   | HC Bílí Tygři Liberec    | 52 | 25 | 7  | 3 | 1  | 16 | 149:121 | 93  |
| 6.   | HC Rabat Kladno          | 52 | 26 | 1  | 4 | 0  | 21 | 146:136 | 84  |
| 7.   | HC Vítkovice Steel       | 52 | 22 | 3  | 6 | 2  | 19 | 136:126 | 80  |
| 8.   | HC Chemopetrol Litvínov  | 52 | 22 | 1  | 4 | 2  | 23 | 146:140 | 74  |
| 9.   | HC Lasselsberger Plzeň   | 52 | 21 | 1  | 5 | 4  | 21 | 134:139 | 74  |
| 10.  | HC Energie Karlovy Vary  | 52 | 20 | 2  | 5 | 0  | 25 | 134:136 | 69  |
| 11.  | HC Znojemští Orli        | 52 | 18 | 2  | 3 | 5  | 24 | 137:163 | 66  |
| 12.  | Vsetínská hokejová       | 52 | 15 | 2  | 4 | 1  | 30 | 118:166 | 54  |
| 13.  | HC Oceláři Třinec        | 52 | 10 | 3  | 5 | 5  | 29 | 102:163 | 46  |
| 14.  | HC Dukla Jihlava (N)     | 52 | 6  | 0  | 5 | 1  | 40 | 90:195  | 24  |

Poznámky:
- (C) = držitel mistrovského titulu, (N) = nováček (minulou sezónu hrál nižší soutěž a postoupil)

## Pavouk play off
|  | Čtvrtfinále             | Čtvrtfinále           |                      |   | Semifinále | Semifinále |  |  | Finále | Finále |
|  |                         |                       |                      |   |            |            |  |  |        |        |
|  |                         |                       |                      |   |            |            |  |  |        |        |
|  | HC Moeller Pardubice    | 4                     |                      |   |            |            |  |  |        |        |
|  | HC Moeller Pardubice    | 4                     |                      |   |            |            |  |  |        |        |
|  | HC Rabat Kladno         | 3                     |                      |   |            |            |  |  |        |        |
|  | HC Rabat Kladno         | 3                     | HC Moeller Pardubice | 4 |            |            |  |  |        |        |
|  |                         |                       | HC Moeller Pardubice | 4 |            |            |  |  |        |        |
|  |                         | HC Bílí Tygři Liberec | 1                    |   |            |            |  |  |        |        |
|  | HC Bílí Tygři Liberec   | HC Bílí Tygři Liberec | 1                    | 4 |            |            |  |  |        |        |
|  | HC Bílí Tygři Liberec   |                       |                      | 4 |            |            |  |  |        |        |
|  | HC Slavia Praha         | 3                     |                      |   |            |            |  |  |        |        |
|  | HC Slavia Praha         | 3                     | HC Moeller Pardubice | 4 |            |            |  |  |        |        |
|  |                         |                       | HC Moeller Pardubice | 4 |            |            |  |  |        |        |
|  |                         | HC Hamé Zlín          | 0                    |   |            |            |  |  |        |        |
|  | HC Hamé Zlín            | HC Hamé Zlín          | 0                    | 4 |            |            |  |  |        |        |
|  | HC Hamé Zlín            |                       |                      | 4 |            |            |  |  |        |        |
|  | HC Chemopetrol Litvínov | 2                     |                      |   |            |            |  |  |        |        |
|  | HC Chemopetrol Litvínov | 2                     | HC Hamé Zlín         | 4 |            |            |  |  |        |        |
|  |                         |                       | HC Hamé Zlín         | 4 |            |            |  |  |        |        |
|  |                         | HC Vítkovice Steel    | 3                    |   |            |            |  |  |        |        |
|  | HC Vítkovice Steel      | HC Vítkovice Steel    | 3                    | 4 |            |            |  |  |        |        |
|  | HC Vítkovice Steel      |                       |                      | 4 |            |            |  |  |        |        |
|  | HC Sparta Praha         | 1                     |                      |   |            |            |  |  |        |        |
|  | HC Sparta Praha         | 1                     |                      |   |            |            |  |  |        |        |

## Čtvrtfinále

### První čtvrtfinále
1. utkání
|  | HC Moeller Pardubice | 4 - 1         | HC Rabat Kladno |  |
|  | HC Moeller Pardubice | (1:1,2:0,1:0) | HC Rabat Kladno |  |

| Souhrn zápasu Report | Souhrn zápasu Report                                                           | Souhrn zápasu Report | Souhrn zápasu Report | Souhrn zápasu Report                                                      |
| -------------------- | ------------------------------------------------------------------------------ | -------------------- | -------------------- | ------------------------------------------------------------------------- |
|                      | 13:45 Tomáš Blažek 27:06 Petr Sýkora 34:49 Michal Mikeska 42:09 Ľubomír Pištek |                      | 03:38 Radek Gardoň   | Rozhodčí: Vladimír Šindler, František Rejthar - Michal Čech, Luboš Chytil |

2. utkání
|  | HC Moeller Pardubice | 4 - 1         | HC Rabat Kladno |  |
|  | HC Moeller Pardubice | (1:0,1:0,2:1) | HC Rabat Kladno |  |

| Souhrn zápasu Report | Souhrn zápasu Report                                              | Souhrn zápasu Report | Souhrn zápasu Report | Souhrn zápasu Report                                                       |
| -------------------- | ----------------------------------------------------------------- | -------------------- | -------------------- | -------------------------------------------------------------------------- |
|                      | 00:32 Petr Sýkora 21:53 Jan Bulis 41:24 Jan Bulis 49:45 Jan Bulis |                      | 54:56 Jan Hrdina     | Rozhodčí: Arnošt Nečas, Miroslav Jebavý - Petr Charvát, František Kalivoda |

3. utkání
|  | HC Rabat Kladno | 4 - 0         | HC Moeller Pardubice |  |
|  | HC Rabat Kladno | (1:0,2:0,1:0) | HC Moeller Pardubice |  |

| Souhrn zápasu Report | Souhrn zápasu Report                                                          | Souhrn zápasu Report | Souhrn zápasu Report | Souhrn zápasu Report                                                       |
| -------------------- | ----------------------------------------------------------------------------- | -------------------- | -------------------- | -------------------------------------------------------------------------- |
|                      | 18:08 Pavel Patera 29:24 František Mrázek 32:49 Pavel Patera 44:33 Jan Hrdina |                      |                      | Rozhodčí: Vladimír Šindler, František Rejthar - Václav Guth, David Rittich |

4. utkání
|  | HC Rabat Kladno | 0 - 3         | HC Moeller Pardubice |  |
|  | HC Rabat Kladno | (0:1,0:1,0:1) | HC Moeller Pardubice |  |

| Souhrn zápasu Report | Souhrn zápasu Report | Souhrn zápasu Report | Souhrn zápasu Report                                   | Souhrn zápasu Report                                                      |
| -------------------- | -------------------- | -------------------- | ------------------------------------------------------ | ------------------------------------------------------------------------- |
|                      |                      |                      | 15:53 Tomáš Blažek 23:33 Petr Průcha 50:00 Petr Průcha | Rozhodčí: Radek Husička, Arnošt Nečas - Jaromír Bláha, František Kalivoda |

5. utkání
|  | HC Moeller Pardubice | 3 - 6         | HC Rabat Kladno |  |
|  | HC Moeller Pardubice | (1:0,1:2,1:4) | HC Rabat Kladno |  |

| Souhrn zápasu Report | Souhrn zápasu Report                                    | Souhrn zápasu Report | Souhrn zápasu Report | Souhrn zápasu Report                                              |
| -------------------- | ------------------------------------------------------- | -------------------- | --- | ----------------------------------------------------------------- |
|                      | 01:55 Milan Hejduk 31:32 Petr Koukal 46:08 Milan Hejduk |                      | 28:38 Martin Ševc 32:33 Tomáš Kaberle 48:15 Martin Procházka 53:22 Vítězslav Bílek 56:18 Jan Hrdina 58:42 Miloslav Hořava | Rozhodčí: Radek Husička, Milan Minář - Václav Český, Evžen Kostka |

6. utkání
|  | HC Rabat Kladno | 2 - 1         | HC Moeller Pardubice |  |
|  | HC Rabat Kladno | (0:0,1:1,1:0) | HC Moeller Pardubice |  |

| Souhrn zápasu Report | Souhrn zápasu Report                          | Souhrn zápasu Report | Souhrn zápasu Report | Souhrn zápasu Report                                                      |
| -------------------- | --------------------------------------------- | -------------------- | -------------------- | ------------------------------------------------------------------------- |
|                      | 25:31 Martin Procházka 46:02 Martin Procházka |                      | 28:47 Petr Sýkora    | Rozhodčí: Vladimír Šindler, František Rejthar - Jiří Gebauer, Vít Lederer |

7. utkání
|  | HC Moeller Pardubice | 3 - 1         | HC Rabat Kladno |  |
|  | HC Moeller Pardubice | (2:1,0:0,1:0) | HC Rabat Kladno |  |

| Souhrn zápasu Report | Souhrn zápasu Report                                    | Souhrn zápasu Report | Souhrn zápasu Report | Souhrn zápasu Report                                              |
| -------------------- | ------------------------------------------------------- | -------------------- | -------------------- | ----------------------------------------------------------------- |
|                      | 04:06 Aleš Hemský 05:47 Milan Hejduk 54:00 Milan Hejduk |                      | 01:16 Radek Gardoň   | Rozhodčí: Radek Husička, Arnošt Nečas - Miloš Bádal, Roman Pouzar |

- Vítěz HC Moeller Pardubice 4:3 na zápasy

### Druhé čtvrtfinále
1. utkání
|  | HC Slavia Praha | 5 - 2         | HC Bílí Tygři Liberec |  |
|  | HC Slavia Praha | (0:0,4:2,1:0) | HC Bílí Tygři Liberec |  |

| Souhrn zápasu Report | Souhrn zápasu Report                                                                                | Souhrn zápasu Report | Souhrn zápasu Report                 | Souhrn zápasu Report |
| -------------------- | --------------------------------------------------------------------------------------------------- | -------------------- | ------------------------------------ | -------------------- |
|                      | 22:22 Tomáš Vlasák 28:47 Tomáš Vlasák 31:32 Žigmund Pálffy 33:02 Jozef Stümpel 59:46 Žigmund Pálffy |                      | 21:20 Jan Tomajko 29:28 Jiří Fischer |                      |

2. utkání
|  | HC Slavia Praha | 3 - 1         | HC Bílí Tygři Liberec |  |
|  | HC Slavia Praha | (2:1,0:0,1:0) | HC Bílí Tygři Liberec |  |

| Souhrn zápasu Report | Souhrn zápasu Report                                         | Souhrn zápasu Report | Souhrn zápasu Report | Souhrn zápasu Report |
| -------------------- | ------------------------------------------------------------ | -------------------- | -------------------- | -------------------- |
|                      | 03:07 David Hruška 15:11 Žigmund Pálffy 57:51 Žigmund Pálffy |                      | 16:45 Leoš Čermák    |                      |

3. utkání
|  | HC Bílí Tygři Liberec | 3 - 2         | HC Slavia Praha |  |
|  | HC Bílí Tygři Liberec | (1:1,1:0,1:1) | HC Slavia Praha |  |

| Souhrn zápasu Report | Souhrn zápasu Report                                   | Souhrn zápasu Report | Souhrn zápasu Report                     | Souhrn zápasu Report |
| -------------------- | ------------------------------------------------------ | -------------------- | ---------------------------------------- | -------------------- |
|                      | 11:29 Igor Rataj 37:18 Aleš Kotalík 56:18 Radim Vrbata |                      | 00:55 Žigmund Pálffy 56:38 Josef Vašíček |                      |

4. utkání
|  | HC Bílí Tygři Liberec | 4 - 1         | HC Slavia Praha |  |
|  | HC Bílí Tygři Liberec | (2:0,1:0,1:1) | HC Slavia Praha |  |

| Souhrn zápasu Report | Souhrn zápasu Report                                                            | Souhrn zápasu Report | Souhrn zápasu Report | Souhrn zápasu Report |
| -------------------- | ------------------------------------------------------------------------------- | -------------------- | -------------------- | -------------------- |
|                      | 02:00 Jan Tomajko 07:35 Stanislav Procházka 29:22 Igor Rataj 51:35 Ľubomír Vaic |                      | 44:23 Radek Dlouhý   |                      |

5. utkání
|  | HC Slavia Praha | 7 - 2         | HC Bílí Tygři Liberec |  |
|  | HC Slavia Praha | (1:0,3:1,3:1) | HC Bílí Tygři Liberec |  |

| Souhrn zápasu Report | Souhrn zápasu Report | Souhrn zápasu Report | Souhrn zápasu Report                  | Souhrn zápasu Report |
| -------------------- | --- | -------------------- | ------------------------------------- | -------------------- |
|                      | 05:10 Pavel Kolařík 26:30 Tomáš Vlasák 31:56 Jozef Stümpel 36:01 Josef Beránek 41:10 David Hruška 53:20 Jozef Stümpel 55:03 Jozef Stümpel |                      | 29:34 Aleš Kotalík 50:24 Jiří Hanzlík |                      |

6. utkání
|  | HC Bílí Tygři Liberec | 3 - 1         | HC Slavia Praha |  |
|  | HC Bílí Tygři Liberec | (2:0,0:0,1:1) | HC Slavia Praha |  |

| Souhrn zápasu Report | Souhrn zápasu Report                                   | Souhrn zápasu Report | Souhrn zápasu Report | Souhrn zápasu Report |
| -------------------- | ------------------------------------------------------ | -------------------- | -------------------- | -------------------- |
|                      | 04:53 Václav Novák 17:19 Igor Rataj 46:18 Václav Novák |                      | 58:18 Marek Tomica   |                      |

7. utkání
|  | HC Slavia Praha | 1 - 5         | HC Bílí Tygři Liberec |  |
|  | HC Slavia Praha | (0:4,0:1,1:0) | HC Bílí Tygři Liberec |  |

| Souhrn zápasu Report | Souhrn zápasu Report | Souhrn zápasu Report | Souhrn zápasu Report                                                                               | Souhrn zápasu Report |
| -------------------- | -------------------- | -------------------- | -------------------------------------------------------------------------------------------------- | -------------------- |
|                      | 57:30 Tomáš Vlasák   |                      | 05:33 Leoš Čermák 09:20 Stanislav Procházka 11:44 Radim Vrbata 19:57 Igor Rataj 20:49 Radim Vrbata |                      |

- Vítěz HC Bílí Tygři Liberec 4:3 na zápasy

### Třetí čtvrtfinále
1. utkání
|  | HC Hamé Zlín | 5 - 0         | HC Chemopetrol Litvínov |  |
|  | HC Hamé Zlín | (2:0,2:0,1:0) | HC Chemopetrol Litvínov |  |

| Souhrn zápasu Report | Souhrn zápasu Report                                                                                    | Souhrn zápasu Report | Souhrn zápasu Report | Souhrn zápasu Report |
| -------------------- | --- | -------------------- | -------------------- | -------------------- |
|                      | 00:19 Petr Leška 04:34 Ondřej Veselý 36:29 Miroslav Kováčik 37:02 Jaroslav Balaštík 54:17 Ondřej Veselý |                      |                      |                      |

2. utkání
|  | HC Hamé Zlín | 1 - 3         | HC Chemopetrol Litvínov |  |
|  | HC Hamé Zlín | (0:0,1:0,0:3) | HC Chemopetrol Litvínov |  |

| Souhrn zápasu Report | Souhrn zápasu Report | Souhrn zápasu Report | Souhrn zápasu Report                                        | Souhrn zápasu Report |
| -------------------- | -------------------- | -------------------- | ----------------------------------------------------------- | -------------------- |
|                      | 36:54 Ondřej Veselý  |                      | 48:30 Jiří Šlégr 50:35 Miroslav Zálešák 59:52 Daniel Branda |                      |

3. utkání
|  | HC Chemopetrol Litvínov | 1 - 2         | HC Hamé Zlín |  |
|  | HC Chemopetrol Litvínov | (0:1,0:0,1:1) | HC Hamé Zlín |  |

| Souhrn zápasu Report | Souhrn zápasu Report | Souhrn zápasu Report | Souhrn zápasu Report                      | Souhrn zápasu Report |
| -------------------- | -------------------- | -------------------- | ----------------------------------------- | -------------------- |
|                      | 58:24 Daniel Branda  |                      | 03:21 Martin Erat 48:34 Jaroslav Balaštík |                      |

4. utkání
|  | HC Chemopetrol Litvínov | 3 - 1         | HC Hamé Zlín |  |
|  | HC Chemopetrol Litvínov | (2:0,1:0,0:1) | HC Hamé Zlín |  |

| Souhrn zápasu Report | Souhrn zápasu Report                                     | Souhrn zápasu Report | Souhrn zápasu Report | Souhrn zápasu Report |
| -------------------- | -------------------------------------------------------- | -------------------- | -------------------- | -------------------- |
|                      | 12:23 Jan Hranáč 13:40 Patrik Martinec 39:20 Viktor Hübl |                      | 40:10 Peter Barinka  |                      |

5. utkání
|  | HC Hamé Zlín | 5 - 0         | HC Chemopetrol Litvínov |  |
|  | HC Hamé Zlín | (2:0,1:0,2:0) | HC Chemopetrol Litvínov |  |

| Souhrn zápasu Report | Souhrn zápasu Report                                                                              | Souhrn zápasu Report | Souhrn zápasu Report | Souhrn zápasu Report |
| -------------------- | ------------------------------------------------------------------------------------------------- | -------------------- | -------------------- | -------------------- |
|                      | 01:49 Petr Mokrejš 12:09 Martin Erat 30:52 Martin Hamrlík 45:54 Peter Barinka 53:36 Peter Barinka |                      |                      |                      |

6. utkání
|  | HC Chemopetrol Litvínov | 3 - 4 PP          | HC Hamé Zlín |  |
|  | HC Chemopetrol Litvínov | (1:2,1:0,1:1,0:1) | HC Hamé Zlín |  |

| Souhrn zápasu Report | Souhrn zápasu Report                                    | Souhrn zápasu Report | Souhrn zápasu Report                                                            | Souhrn zápasu Report |
| -------------------- | ------------------------------------------------------- | -------------------- | ------------------------------------------------------------------------------- | -------------------- |
|                      | 06:57 Ivo Prorok 38:53 Radim Skuhrovec 57:13 Jan Čaloun |                      | 00:48 Martin Erat 07:28 Petr Čajánek 52:11 Ondřej Veselý PP 65:17 Ondřej Veselý |                      |

- Vítěz HC Hamé Zlín 4:2 na zápasy

### Čtvrté čtvrtfinále
1. utkání
|  | HC Sparta Praha | 1 - 5         | HC Vítkovice Steel |  |
|  | HC Sparta Praha | (0:3,1:0,0:2) | HC Vítkovice Steel |  |

| Souhrn zápasu Report | Souhrn zápasu Report | Souhrn zápasu Report | Souhrn zápasu Report                                                                                      | Souhrn zápasu Report |
| -------------------- | -------------------- | -------------------- | --- | -------------------- |
|                      | 33:10 Michal Broš    |                      | 01:43 Jiří Burger 07:49 Vladimír Vůjtek 09:30 Vladimír Vůjtek 45:44 Radek Procházka 55:35 Lukáš Krenželok |                      |

2. utkání
|  | HC Sparta Praha | 5 - 4         | HC Vítkovice Steel |  |
|  | HC Sparta Praha | (2:1,2:1,1:2) | HC Vítkovice Steel |  |

| Souhrn zápasu Report | Souhrn zápasu Report                                                                      | Souhrn zápasu Report | Souhrn zápasu Report                                                         | Souhrn zápasu Report |
| -------------------- | ----------------------------------------------------------------------------------------- | -------------------- | ---------------------------------------------------------------------------- | -------------------- |
|                      | 06:14 Jan Marek 09:16 Jan Hlaváč 36:38 Ivan Majeský 38:09 David Výborný 49:42 Petr Nedvěd |                      | 17:58 Jiří Burger 24:53 Jan Dresler 47:56 Pavel Kubina 55:28 Lukáš Krenželok |                      |

3. utkání
|  | HC Vítkovice Steel | 3 - 1         | HC Sparta Praha |  |
|  | HC Vítkovice Steel | (0:0,1:1,2:0) | HC Sparta Praha |  |

| Souhrn zápasu Report | Souhrn zápasu Report                                        | Souhrn zápasu Report | Souhrn zápasu Report | Souhrn zápasu Report |
| -------------------- | ----------------------------------------------------------- | -------------------- | -------------------- | -------------------- |
|                      | 27:02 Juraj Štefanka 49:37 Pavel Kubina 59:53 Roman Šimíček |                      | 38:31 Petr Nedvěd    |                      |

4. utkání
|  | HC Vítkovice Steel | 3 - 2         | HC Sparta Praha |  |
|  | HC Vítkovice Steel | (1:0,1:0,1:2) | HC Sparta Praha |  |

| Souhrn zápasu Report | Souhrn zápasu Report                                       | Souhrn zápasu Report | Souhrn zápasu Report             | Souhrn zápasu Report |
| -------------------- | ---------------------------------------------------------- | -------------------- | -------------------------------- | -------------------- |
|                      | 03:42 Marek Černošek 38:11 Jan Peterek 56:07 Václav Varaďa |                      | 41:15 Jan Marek 56:31 Jan Hlaváč |                      |

5. utkání
|  | HC Sparta Praha | 4 - 6         | HC Vítkovice Steel |  |
|  | HC Sparta Praha | (0:2,2:2,2:2) | HC Vítkovice Steel |  |

| Souhrn zápasu Report | Souhrn zápasu Report                                                       | Souhrn zápasu Report | Souhrn zápasu Report                                                                                                   | Souhrn zápasu Report |
| -------------------- | -------------------------------------------------------------------------- | -------------------- | --- | -------------------- |
|                      | 29:55 Petr Ton 39:14 Ivan Majeský 52:22 David Výborný 56:02 Martin Richter |                      | 06:58 Juraj Štefanka 09:50 Juraj Štefanka 22:00 Ivan Padělek 35:01 Vladimír Vůjtek 42:15 Jiří Burger 59:22 Jiří Burger |                      |

- Vítěz HC Vítkovice Steel 4:1 na zápasy

## Semifinále

### První semifinále
1. utkání
|  | HC Moeller Pardubice | 3 - 2 PP          | HC Bílí Tygři Liberec |  |
|  | HC Moeller Pardubice | (0:0,0:1,2:1,1:0) | HC Bílí Tygři Liberec |  |

| Souhrn zápasu Report | Souhrn zápasu Report                                  | Souhrn zápasu Report | Souhrn zápasu Report                      | Souhrn zápasu Report |
| -------------------- | ----------------------------------------------------- | -------------------- | ----------------------------------------- | -------------------- |
|                      | 41:24 Jan Bulis 55:24 Jiří Dopita PP 67:20 Jan Snopek |                      | 39:00 Leoš Čermák 42:15 Andrej Podkonický |                      |

2. utkání
|  | HC Moeller Pardubice | 3 - 1         | HC Bílí Tygři Liberec |  |
|  | HC Moeller Pardubice | (1:0,1:1,1:0) | HC Bílí Tygři Liberec |  |

| Souhrn zápasu Report | Souhrn zápasu Report                                   | Souhrn zápasu Report | Souhrn zápasu Report    | Souhrn zápasu Report |
| -------------------- | ------------------------------------------------------ | -------------------- | ----------------------- | -------------------- |
|                      | 03:29 Jan Bulis 26:00 Andrej Novotný 56:59 Jiří Dopita |                      | 28:14 Andrej Podkonický |                      |

3. utkání
|  | HC Bílí Tygři Liberec | 4 - 1         | HC Moeller Pardubice |  |
|  | HC Bílí Tygři Liberec | (2:0,1:0,1:1) | HC Moeller Pardubice |  |

| Souhrn zápasu Report | Souhrn zápasu Report                                                                    | Souhrn zápasu Report | Souhrn zápasu Report | Souhrn zápasu Report |
| -------------------- | --------------------------------------------------------------------------------------- | -------------------- | -------------------- | -------------------- |
|                      | 04:56 Václav Novák 05:50 Stanislav Procházka 22:02 Andrej Podkonický 41:04 Ľubomír Vaic |                      | 59:36 Andrej Novotný |                      |

4. utkání
|  | HC Bílí Tygři Liberec | 0 - 4         | HC Moeller Pardubice |  |
|  | HC Bílí Tygři Liberec | (0:1,0:1,0:2) | HC Moeller Pardubice |  |

| Souhrn zápasu Report | Souhrn zápasu Report | Souhrn zápasu Report | Souhrn zápasu Report                                                      | Souhrn zápasu Report |
| -------------------- | -------------------- | -------------------- | ------------------------------------------------------------------------- | -------------------- |
|                      |                      |                      | 05:19 Petr Průcha 22:59 Tomáš Blažek 43:16 Jan Bulis 44:02 Lubomír Korhoň |                      |

5. utkání
|  | HC Moeller Pardubice | 4 - 3 SN          | HC Bílí Tygři Liberec |  |
|  | HC Moeller Pardubice | (0:0,2:2,1:1,0:0) | HC Bílí Tygři Liberec |  |

| Souhrn zápasu Report | Souhrn zápasu Report                                                             | Souhrn zápasu Report | Souhrn zápasu Report                                     | Souhrn zápasu Report |
| -------------------- | -------------------------------------------------------------------------------- | -------------------- | -------------------------------------------------------- | -------------------- |
|                      | 23:27 Milan Hejduk 27:18 Petr Průcha 53:30 Jan Bulis rozhodující SN Tomáš Blažek |                      | 28:12 Ľubomír Vaic 36:44 Ľubomír Vaic 45:34 Václav Novák |                      |

- Vítěz HC Moeller Pardubice 4:1 na zápasy

### Druhé semifinále
1. utkání
|  | HC Hamé Zlín | 2 - 3 SN          | HC Vítkovice Steel |  |
|  | HC Hamé Zlín | (1:1,1:0,0:1,0:0) | HC Vítkovice Steel |  |

| Souhrn zápasu Report | Souhrn zápasu Report                    | Souhrn zápasu Report | Souhrn zápasu Report                                            | Souhrn zápasu Report |
| -------------------- | --------------------------------------- | -------------------- | --------------------------------------------------------------- | -------------------- |
|                      | 00:29 Peter Barinka 28:00 Ondřej Veselý |                      | 15:45 Jiří Burger 59:32 Pavel Kubina rozhodující SN Zbyněk Irgl |                      |

2. utkání
|  | HC Hamé Zlín | 4 - 2         | HC Vítkovice Steel |  |
|  | HC Hamé Zlín | (1:0,2:1,1:1) | HC Vítkovice Steel |  |

| Souhrn zápasu Report | Souhrn zápasu Report                                                                   | Souhrn zápasu Report | Souhrn zápasu Report                      | Souhrn zápasu Report |
| -------------------- | -------------------------------------------------------------------------------------- | -------------------- | ----------------------------------------- | -------------------- |
|                      | 08:22 Petr Čajánek 27:45 Jaroslav Kristek 29:17 Martin Jenáček 59:29 Jaroslav Balaštík |                      | 23:30 Marek Černošek 50:54 Juraj Štefanka |                      |

3. utkání
|  | HC Vítkovice Steel | 3 - 2 PP          | HC Hamé Zlín |  |
|  | HC Vítkovice Steel | (1:2,0:0,1:0,1:0) | HC Hamé Zlín |  |

| Souhrn zápasu Report | Souhrn zápasu Report                                               | Souhrn zápasu Report | Souhrn zápasu Report                       | Souhrn zápasu Report |
| -------------------- | ------------------------------------------------------------------ | -------------------- | ------------------------------------------ | -------------------- |
|                      | 04:20 Stanislav Hudec 44:45 Roman Šimíček PP 66:57 Vladimír Vůjtek |                      | 07:03 Peter Barinka 16:55 Jaroslav Kristek |                      |

4. utkání
|  | HC Vítkovice Steel | 3 - 1         | HC Hamé Zlín |  |
|  | HC Vítkovice Steel | (0:1,2:0,1:0) | HC Hamé Zlín |  |

| Souhrn zápasu Report | Souhrn zápasu Report                                    | Souhrn zápasu Report | Souhrn zápasu Report | Souhrn zápasu Report |
| -------------------- | ------------------------------------------------------- | -------------------- | -------------------- | -------------------- |
|                      | 22:01 Ivan Padělek 33:07 Jiří Burger 58:22 Pavel Kubina |                      | 14:08 Martin Erat    |                      |

5. utkání
|  | HC Hamé Zlín | 5 - 2         | HC Vítkovice Steel |  |
|  | HC Hamé Zlín | (2:2,0:0,3:0) | HC Vítkovice Steel |  |

| Souhrn zápasu Report | Souhrn zápasu Report                                                                                       | Souhrn zápasu Report | Souhrn zápasu Report                   | Souhrn zápasu Report |
| -------------------- | --- | -------------------- | -------------------------------------- | -------------------- |
|                      | 16:19 Peter Barinka 19:56 Pavel Zubíček 46:52 Martin Hamrlík 49:21 Jaroslav Balaštík 58:23 Miroslav Blaťák |                      | 04:57 Václav Varaďa 14:14 Ivan Padělek |                      |

6. utkání
|  | HC Vítkovice Steel | 3 - 4 SN          | HC Hamé Zlín |  |
|  | HC Vítkovice Steel | (1:1,1:2,1:0,0:0) | HC Hamé Zlín |  |

| Souhrn zápasu Report | Souhrn zápasu Report                                            | Souhrn zápasu Report | Souhrn zápasu Report                                                                   | Souhrn zápasu Report |
| -------------------- | --------------------------------------------------------------- | -------------------- | -------------------------------------------------------------------------------------- | -------------------- |
|                      | 07:27 Stanislav Hudec 36:32 Marek Černošek 51:57 Juraj Štefanka |                      | 05:06 Martin Erat 28:12 Roman Hamrlík 34:33 Ondřej Veselý rozhodující SN Peter Barinka |                      |

7. utkání
|  | HC Hamé Zlín | 4 - 1         | HC Vítkovice Steel |  |
|  | HC Hamé Zlín | (0:0,1:1,3:0) | HC Vítkovice Steel |  |

| Souhrn zápasu Report | Souhrn zápasu Report                                                       | Souhrn zápasu Report | Souhrn zápasu Report | Souhrn zápasu Report |
| -------------------- | -------------------------------------------------------------------------- | -------------------- | -------------------- | -------------------- |
|                      | 39:43 Petr Čajánek 44:46 Martin Erat 47:32 Petr Čajánek 59:26 Petr Čajánek |                      | 29:19 Václav Varaďa  |                      |

- Vítěz HC Hamé Zlín 4:3 na zápasy

## Finále
1. utkání
|  | HC Hamé Zlín | 2 - 4           | HC Moeller Pardubice |  |
|  | HC Hamé Zlín | (1:3, 0:1, 1:0) | HC Moeller Pardubice |  |

| Souhrn zápasu Report | Souhrn zápasu Report                   | Souhrn zápasu Report | Souhrn zápasu Report                                                       | Souhrn zápasu Report |
| -------------------- | -------------------------------------- | -------------------- | -------------------------------------------------------------------------- | -------------------- |
|                      | 0:35 Martin Erat 54:49 Miroslav Blaťák |                      | 2:45 Petr Čáslava 8:32 Michal Rozsíval 16:29 Aleš Hemský 27:12 Aleš Hemský |                      |

2. utkání
|  | HC Hamé Zlín | 1 - 4           | HC Moeller Pardubice |  |
|  | HC Hamé Zlín | (1:0, 0:2, 0:1) | HC Moeller Pardubice |  |

| Souhrn zápasu Report | Souhrn zápasu Report  | Souhrn zápasu Report | Souhrn zápasu Report                                                     | Souhrn zápasu Report |
| -------------------- | --------------------- | -------------------- | ------------------------------------------------------------------------ | -------------------- |
|                      | 13:14 Lubomír Vosátko |                      | 18:56 Tomáš Divíšek 24:38 Petr Koukal 27:59 Petr Průcha 47:48 Jan Snopek |                      |

3. utkání
|  | HC Moeller Pardubice | 2 - 0           | HC Hamé Zlín |  |
|  | HC Moeller Pardubice | (0:0, 1:0, 1:0) | HC Hamé Zlín |  |

| Souhrn zápasu Report | Souhrn zápasu Report                | Souhrn zápasu Report | Souhrn zápasu Report | Souhrn zápasu Report |
| -------------------- | ----------------------------------- | -------------------- | -------------------- | -------------------- |
|                      | 22:30 Aleš Hemský 44:39 Petr Průcha |                      |                      |                      |

4. utkání
|  | HC Moeller Pardubice | 3 - 2           | HC Hamé Zlín |  |
|  | HC Moeller Pardubice | (0:0, 3:1, 0:1) | HC Hamé Zlín |  |

| Souhrn zápasu Report | Souhrn zápasu Report                                        | Souhrn zápasu Report | Souhrn zápasu Report                | Souhrn zápasu Report |
| -------------------- | ----------------------------------------------------------- | -------------------- | ----------------------------------- | -------------------- |
|                      | 30:08 Lubomír Korhoň 33:28 Tomáš Rolinek 39:01 Milan Hejduk |                      | 32:13 Martin Čech 46:56 Martin Čech |                      |

- Vítěz HC Moeller Pardubice 4:0 na zápasy

## Baráž o extraligu
- HC České Budějovice postoupily do dalšího ročníku extraligy po výsledku 4 : 1 na zápasy, zatímco HC Dukla Jihlava sestoupila do 1. ligy.

1. utkání
|  | HC Dukla Jihlava | 5 - 1         | HC České Budějovice |  |
|  | HC Dukla Jihlava | (4:1,1:0,0:0) | HC České Budějovice |  |

| Souhrn zápasu Report | Souhrn zápasu Report                                                                                       | Souhrn zápasu Report | Souhrn zápasu Report | Souhrn zápasu Report |
| -------------------- | --- | -------------------- | -------------------- | -------------------- |
|                      | 12:13 Petr Altrichter 13:15 Michal Jeslínek 15:30 Aleš Padělek 16:54 Michal Jeslínek 32:48 Ladislav Lubina |                      | 11:41 Jiří Šimánek   |                      |

2. utkání
|  | HC Dukla Jihlava | 0 - 5         | HC České Budějovice |  |
|  | HC Dukla Jihlava | (0:1,0:1,0:3) | HC České Budějovice |  |

| Souhrn zápasu Report | Souhrn zápasu Report | Souhrn zápasu Report | Souhrn zápasu Report                                                                               | Souhrn zápasu Report |
| -------------------- | -------------------- | -------------------- | -------------------------------------------------------------------------------------------------- | -------------------- |
|                      |                      |                      | 09:49 Václav Prospal 22:36 Petr Sailer 41:12 Václav Pletka 52:20 Andrew Ference 56:45 Radek Dvořák |                      |

3. utkání
|  | HC České Budějovice | 3 - 2 SN          | HC Dukla Jihlava |  |
|  | HC České Budějovice | (1:0,0:1,1:1,0:0) | HC Dukla Jihlava |  |

| Souhrn zápasu Report | Souhrn zápasu Report                                               | Souhrn zápasu Report | Souhrn zápasu Report                   | Souhrn zápasu Report |
| -------------------- | ------------------------------------------------------------------ | -------------------- | -------------------------------------- | -------------------- |
|                      | 05:34 Václav Pletka 44:37 Vladimír Gýna rozhodující SN Petr Sailer |                      | 20:59 Pavel Vostřák 47:48 Tomáš Ficenc |                      |

4. utkání
|  | HC České Budějovice | 4 - 0         | HC Dukla Jihlava |  |
|  | HC České Budějovice | (1:0,1:0,2:0) | HC Dukla Jihlava |  |

| Souhrn zápasu Report | Souhrn zápasu Report                                                             | Souhrn zápasu Report | Souhrn zápasu Report | Souhrn zápasu Report |
| -------------------- | -------------------------------------------------------------------------------- | -------------------- | -------------------- | -------------------- |
|                      | 04:22 Václav Prospal 35:13 Václav Prospal 46:15 Václav Pletka 56:20 Radek Dvořák |                      |                      |                      |

5. utkání
|  | HC Dukla Jihlava | 2 - 4         | HC České Budějovice |  |
|  | HC Dukla Jihlava | (0:1,1:2,1:1) | HC České Budějovice |  |

| Souhrn zápasu Report | Souhrn zápasu Report                       | Souhrn zápasu Report | Souhrn zápasu Report                                                             | Souhrn zápasu Report |
| -------------------- | ------------------------------------------ | -------------------- | -------------------------------------------------------------------------------- | -------------------- |
|                      | 31:43 Petr Punčochář 46:30 Michal Jeslínek |                      | 15:22 Radek Martínek 24:24 Václav Pletka 27:44 Jiří Šimánek 59:53 Václav Prospal |                      |

## Nejproduktivnější hráči základní části
Toto je konečné pořadí hráčů podle dosažených bodů. Za jeden vstřelený gól nebo přihrávku na gól hráč získal jeden bod.
| Poř. | Hráč              | Tým                  | Z  | G  | A  | B  | TM  | +/- |
| ---- | ----------------- | -------------------- | -- | -- | -- | -- | --- | --- |
| 1.   | Michal Mikeska    | HC Moeller Pardubice | 50 | 21 | 34 | 55 | 99  | 23  |
| 2.   | Milan Hejduk      | HC Moeller Pardubice | 48 | 25 | 26 | 51 | 14  | 12  |
| 3.   | Jan Bulis         | HC Moeller Pardubice | 45 | 24 | 25 | 49 | 113 | 22  |
| 4.   | Petr Leška        | HC Hamé Zlín         | 52 | 11 | 38 | 49 | 30  | 12  |
| 5.   | Jaroslav Balaštík | HC Hamé Zlín         | 52 | 30 | 16 | 46 | 74  | 10  |
| 6.   | David Výborný     | HC Sparta Praha      | 51 | 12 | 34 | 46 | 10  | 12  |
| 7.   | Peter Pucher      | HC Znojemští Orli    | 52 | 16 | 29 | 45 | 18  | -9  |
| 8.   | Martin Erat       | HC Hamé Zlín         | 48 | 20 | 23 | 43 | 129 | 7   |
| 9.   | Josef Vašíček     | HC Slavia Praha      | 52 | 20 | 23 | 43 | 40  | 13  |
| 10.  | Pavel Patera      | HC Rabat Kladno      | 49 | 13 | 30 | 43 | 50  | 16  |

## Nejproduktivnější hráči play-off
Toto je konečné pořadí hráčů podle dosažených bodů. Za jeden vstřelený gól nebo přihrávku na gól hráč získal jeden bod.
| Poř. | Hráč              | Tým                  | Z  | G | A  | B  | TM | +/- |
| ---- | ----------------- | -------------------- | -- | - | -- | -- | -- | --- |
| 1.   | Aleš Hemský       | HC Moeller Pardubice | 16 | 4 | 10 | 14 | 26 | 11  |
| 2.   | Ondřej Veselý     | HC Hamé Zlín         | 17 | 7 | 6  | 13 | 18 | 5   |
| 3.   | Petr Průcha       | HC Moeller Pardubice | 16 | 6 | 7  | 13 | 2  | 11  |
| 4.   | Jaroslav Balaštík | HC Hamé Zlín         | 17 | 4 | 9  | 13 | 52 | 3   |
| 5.   | Martin Erat       | HC Hamé Zlín         | 16 | 7 | 5  | 12 | 12 | -1  |
| 6.   | Jan Bulis         | HC Moeller Pardubice | 16 | 7 | 4  | 11 | 43 | -1  |
| 7.   | Peter Barinka     | HC Hamé Zlín         | 17 | 7 | 4  | 11 | 18 | 3   |
| 8.   | Michal Mikeska    | HC Moeller Pardubice | 12 | 1 | 10 | 11 | 12 | -3  |
| 9.   | Jiří Burger       | HC Vítkovice Steel   | 12 | 6 | 4  | 10 | 2  | 8   |
| 10.  | Pavel Kubina      | HC Vítkovice Steel   | 12 | 4 | 6  | 10 | 34 | 8   |

| Umístění         | Mužstvo               | Hráči |
| ---------------- | --------------------- | --- |
| Zlatá medaile    | HC Moeller Pardubice  | Brankáři: Ján Lašák, Jaroslav Kameš Obránci: David Havíř, Andrej Novotný, Jan Snopek, Petr Čáslava, Michal Rozsíval, Petr Mudroch, Tomáš Pácal, Tomáš Linhart Útočníci: Aleš Hemský, Petr Průcha, Jan Bulis, Michal Mikeska, Milan Hejduk, Petr Koukal, Tomáš Blažek, Tomáš Divíšek, Petr Sýkora, Jiří Dopita, Lubomír Korhoň, Tomáš Rolinek, Lubomír Pištek, Michal Tvrdík, Jan Kolář Trenéři: Vladimír Martinec, Jiří Šejba |
| Stříbrná medaile | HC Hamé Zlín          | Brankáři: Igor Murín, Martin Altrichter, Tomáš Štůrala Obránci: Martin Hamrlík, Roman Hamrlík, Miroslav Blaťák, Pavel Zubíček, Radim Tesařík, David Nosek, Lukáš Galvas, Lubomír Vosátko, Tomáš Kudělka Útočníci: Petr Leška, Jaroslav Balaštík, Martin Erat, Petr Čajánek, Radek Bonk, Peter Barinka, Ondřej Veselý, Jaroslav Kristek, Miroslav Okál, Petr Mokrejš, Martin Čech, Martin Záhorovský, Miroslav Kováčik, Martin Jenáček, Pavel Kubiš, Martin Čech Trenéři: Ernest Bokroš, Jaroslav Stuchlík                                                       |
| Bronzová medaile | HC Bílí Tygři Liberec | Brankáři: Milan Hnilička, Pavel Falta Obránci: Jiří Fischer, Valdemar Jiruš, Jaroslav Modrý, Jiří Hanzlík, Jiří Moravec, Miroslav Duben, Jan Holub, Ladislav Šmíd, Ctirad Ovčačík, Tomáš Klouček, Angel Krstev, Richard Jareš Útočníci: Radim Vrbata, Václav Nedorost, Ľubomír Vaic, Leoš Čermák, Stanislav Procházka, Igor Rataj, Aleš Kotalík, Václav Novák, Andrej Podkonický, Patrik Rozsíval, Jan Plodek, Jan Tomajko, Petr Sailer, Martin Štrba, Petr Vampola, Tomáš Klimenta, Jan Víšek, Ctibor Jech, Lukáš Pabiška Trenéři: Josef Paleček, Karel Dvořák |

## Rozhodčí
1. sezona, ve které pískali mezinárodní rozhodčí v rámci výměnných programů v české extralize.
Po 7. semifinále Zlín–Vítkovice obvinil hráč Vítkovic Pavel Kubina rozhodčího Petra Bolinu z toho, že byl podplacen. Následně dostal od vedení Českého svazu ledního hokeje pokutu ve výši 200 tisíc Kč a zákaz startu v 15 utkáních. Petr Bolina se s Kubinou soudil a získal odškodnění ve výši 75 000 Kč.

### Hlavní
- Všichni

- Petr Bolina
- Jiří Florián (od 7. kola)
- Martin Homola
- René Hradil (od 8. kola)
- Radek Husička
- Miroslav Jebavý
- Jaroslav Kubeš (od 7. kola)
- Pavel Mikula
- Milan Minář
- Arnošt Nečas
- František Rejthar
- Martin Smeták
- Vladimír Šindler
- René Trombík (od 7. kola)
- Tomáš Turčan
- Jaromír Venglář

### Čároví
- Všichni

- Miloš Bádal –  Roman Pouzar
- Stanislav Barvíř –  Petr Blümel
- Jaromír Bláha –  Jiří Kareš
- Václav Český –  Evžen Kostka
- Vilém Cambal –  Michal Unzeitig
- Michal Čech –  Karel Machálek
- Jan Čížek –  Jan Padevět
- Michal Dědek –  Luboš Chytil
- Jiří Gebauer –  Vít Lederer
- Václav Guth –  David Rittich
- Roman Hejduk –  Radovan Křivský
- Petr Charvát –  František Kalivoda
- Marek Hlavatý –  Rudolf Tošenovjan
- Tomáš Pešek –  Pavel Šátava
- Miroslav Pospíšil –  Hynek Lipina
- Jiří Rozlílek –  Miroslav Sichrovský

### Hlavní
- Timo Favorin
- Vjačeslav Bulanov
- Peter Jonák
- Rudolf Lauff
- Marcus Vinnerborg
- Thomas Andersson
- Richard Schütz
- Thomas Schurr
- Danny Kurmann
- Hannu Henriksson
- Ulf Rönnmark

### Čároví
Do sezóny 2004/05 nenastoupil žádný mezinárodní čárový rozhodčí.